# Hans Westin
Hans Olov Westin, född 23 januari 1944, är en svensk företagare, och var styrelseordförande och huvudägare i företaget Onoff. 
Westin började sin karriär med att sälja hemtillverkat godispulver, som fräste på tungan, till sina skolkamrater. 1971 grundade han bolaget Telecall och började sälja stereoprodukter från Japan. Det skedde i liten skala och med öppettider endast på lördagar. 1973 öppnade han på heltid och 1976 öppnade han sin första egentliga butik i Åkersberga. 1982 köpte han upp företaget Sigges radio och fick därmed ytterligare fyra butiker. Företaget bytte då namn till Onoff. 1989 köptes även Resurskedjans butiker upp, och företaget blev landsomfattande. Sedan 2007 tillhör Hans Westin den svenska "miljardklubben" med 2,3 miljarder kronor i tillgångar och innehar därmed en 67:e plats på listan. Sen några år innan konkursen i OnOff var ett faktum så har Westin minskat sitt ägande från 100% till 80%. Han har även avyttrat sin del i Resursgruppen som han ägde tillsammans med ägaren till Siba som heter Bengt Bengtsson.

## Utmärkelser
Westin utsågs 1988 till Årets köpman.